# Senecio mohinorensis
Senecio mohinorensis là một loài thực vật có hoa trong họ Cúc. Loài này được Greenm. miêu tả khoa học đầu tiên năm 1907.